# Torre del Cap Blanc
La torre del Cap Blanc és una torre de guaita i defensa situada a la costa del municipi de Llucmajor, Mallorca. La torre del Cap Blanc és arran dels penya-segats del Cap Blanc, al sud de l'illa. La construcció d'aquesta torre fou el fet que el 1543 els turcs otomans es van aliar amb els barbarescs, i junts formaven una constant amenaça per a tota Mallorca. Per defensar la vila de Llucmajor es pensà a construir a la costa les torres del Cap Enderrocat, la torre del Cap Blanc, la torre de Cala Pi i la torre de s'Estelella.
La construcció fou encarregada el 1579 a Antoni Genovard i fou bastida el 1584. La torre, d'una alçada d'uns 10 m, s'aixeca sense fonaments. La part inferior té forma de conus truncat i la superior de cilindre d'uns quatre metres de diàmetre. A la part superior hi ha el portal al qual s'hi havia d'accedir mitjançant una corda per dificultar l'accés.